# 田毓璠
田毓璠（1865年—1954年），字鲁渔，晚号耐佣老人，淮安人。清朝政治人物、进士出身。
光绪二十九年，登进士。后历任安徽省宁国、太和县、六安县知县和泗州知州。民国初年，卸任还乡。